# Carex densinervosa
Carex densinervosa là một loài thực vật có hoa trong họ Cói. Loài này được Chiov. mô tả khoa học đầu tiên năm 1911.